# Edenticosa edentula
Edenticosa edentula är en spindelart som först beskrevs av Simon 1910.  Edenticosa edentula ingår i släktet Edenticosa och familjen vargspindlar.
Artens utbredningsområde är Bioko. Inga underarter finns listade i Catalogue of Life.